# Pogonomelomys mayeri
Pogonomelomys mayeri  (Rotschild & Dollman, 1932) è un roditore della famiglia dei Muridi endemico della Nuova Guinea.

## Descrizione

### Dimensioni
Roditore di medie dimensioni, con la lunghezza della testa e del corpo tra 134 e 152 mm, la lunghezza della coda tra 153 e 205,8 mm, la lunghezza del piede tra 21,5 e 30 mm, la lunghezza delle orecchie tra 9 e 15,6 mm e un peso fino a 144 g.

### Aspetto
La pelliccia è soffice. Le parti superiori sono bruno-rossicce, cosparse di lunghi peli nerastri, mentre le parti ventrali sono bianche. La coda è più lunga della testa e del corpo, è prensile lungo la parte dorsale terminale ed ha 11 anelli di scaglie per centimetro.

## Biologia

### Comportamento
È una specie arboricola. Si rifugia all'interno di alberi cavi.

### Riproduzione
Sono state osservate femmine con due piccoli.

## Distribuzione e habitat
Questa specie è diffusa nella Nuova Guinea.
Vive nelle foreste umide tropicali tra 400 e 1.500 metri di altitudine.

## Conservazione
La IUCN Red List, considerato il vasto areale, la popolazione numerosa e la mancanza di reali minacce, classifica P.mayeri come specie a rischio minimo (Least Concern).